# Mycedium steeni
Espèce
Statut CITES
Mycedium steeni est une espèce de coraux appartenant à la famille des Merulinidae.